# فيراجو (امرأة سليطة)

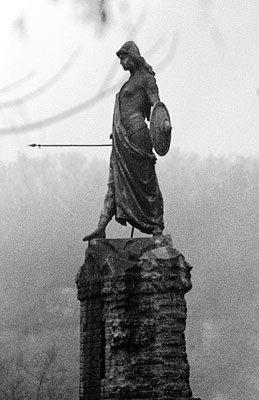
تمثال برونزي لمحاربة شابة في زي لومبارديون. فرانشيسكو بورزيو، نصب ألا ديفاسا دي كاسال، 1897

فيراجو (virago) تدل على امرأة تثبت الصفات المثالية والبطولية.
كلمة مشتقة من الكلمة اللاتينية فير، وتعني «رجل» التي تضاف على لاحقة -ago، لاحقة خلط الجنسين على نحو فعال لتكون الكلمة أنثى.
كلمة فيراجو تقريبا دائما ماتكون مشتركة بالتجاوز الثقافي بين الجنسين.
وفيراجو، مهما تميزت، كانت ولا تزال يحددها الجنس.
وهناك حالات مسجلة من الفيراجو (مثل جان دارك) تقاتل في المعارك، وترتدي ملابس الرجال، أو تحلق شعرها.
كلمة فيراجو يمكن أيضا أن تستخدم باستخفاف، للإيحاء بأن الفيراجو لم تكن متميزة أو بطلة، ولكن بدلا من ذلك تنتهك المعايير الثقافية. وهكذا أنضمت الفيراجو إلى ترماغنت، مسترجلة، وكانت الأمازونيات والشريو يستحقرن النساء اللاتي يتصرفن بعدوانية أو يعشقن الرجال.

## التاريخ
تاريخيا، مفهوم فيراجو يرجع إلى العصور القديمة حيث أكدت الفلسفة الهلنستية أن رجال النخبة والبطولة الأستثنائية يطلق عليهم فيرتوس. فيرتوس (من فير، الرجل الشجاع الملتزم بأعلى قيم المجتمع والأخلاق) تحديد سمات التميز لرجل في روما القديمة (واليونان)، بما في ذلك البسالة والبطولة، وأيضا الأخلاق والقوة البدنية.
واعتبرت النساء والرجال من غير النخبة أو غير الشجعان (العبيد والخدم والحرفيين والتجار) فئة أقل، وكان يعتقد أن يكونوا أقل امتيازا في الأخلاقيات الرومانية.
والمرأة، إذا كانت إستثنائية بما فيه الكفاية يمكن أن تكسب لقب فيراجو. ولتستحق ذلك، يجب عليها أن تتجاوز التوقعات لما كان يعتقد بأنه ممكن بالنسبة لجنسها، وتتجسد عدوانية الذكور و / أو تتميز.
بعدها أصبحت فيراجو عنوان للاحترام والإعجاب. في المسيحية، وهي راهبة أو أمرأة مقدسة أصبحت متساوية في الألوهية للرهبان الذكور من خلال العزوبية والممارسة الدينية المثالية والتفاني، والعذرية السليمة، وتعتبر بأنها تتجاوز حدود الأنوثة وكانت تسمى فيراجو.
القواميس الحديثة القياسية تحدد جميع الـفيراجو على حد سواء كأمرأة لديها خصائص الذكور العدوانية، مثل أن تكون صاخبة أو مستبدة، وكذلك امرأة ذات «مكانة كبيرة، والقوة، والشجاعة».
وهكذا أستمرت فيراجو لتترافق مع تسمية امرأة قد ارتفع فوق القوالب النمطية الثقافية والتمييز على أساس الجنس لتجسد البطولة المتعافية.
على سبيل المثال، تملك البحرية الملكية البريطانية مالا يقل عن أربع سفن حربية فيراجو.

## النسخة اللاتينية للإنجيل المقدس
فولغاتا، ترجمة جيروم وغيره في القرن الرابع. وكانت أول ترجمة لاتينية للكتاب المقدس العبري العهد القديم. في سفر التكوين 02:23، أستخدم جيروم الكلمات فير لرجل وفيراجو للـمرأة محاولة استنساخ توريه "male" و "female" (في أشعيا) التي كانت موجودة في النص العبري.

الفولجاتا تقرأ:

Dixitque Adam hoc nunc os ex ossibus meis et caro de carne mea haec vocabitur virago quoniam de viro sumpta est.
"And Adam said: This now is bone of my bones, and flesh of my flesh; she shall be called woman, because she was taken out of man."

Quen sco was broght be-for adam, Virago he gaf her to nam; þar for hight sco virago, ffor maked of the man was sco. (lines 631–34)
"When she was brought before Adam, Virago was the name he gave to her; Therefore she is called Virago, For she was made out of the man."